# Islandiana
̼
Islandiana es un género de arañas araneomorfas de la familia Linyphiidae. Se encuentra en la zona holártica.

## Lista de especies
Según The World Spider Catalog 12.0::
- Islandiana cavealis Ivie, 1965
- Islandiana coconino Ivie, 1965
- Islandiana cristata Eskov, 1987
- Islandiana falsifica (Keyserling, 1886)
- Islandiana flaveola (Banks, 1892)
- Islandiana flavoides Ivie, 1965
- Islandiana holmi Ivie, 1965
- Islandiana lasalana (Chamberlin & Ivie, 1935)
- Islandiana longisetosa (Emerton, 1882)
- Islandiana mimbres Ivie, 1965
- Islandiana muma Ivie, 1965
- Islandiana princeps Braendegaard, 1932
- Islandiana speophila Ivie, 1965
- Islandiana unicornis Ivie, 1965